# اريك مور
اريك مور (بالإنجليزية: Eric Moore)‏ (16 يوليو 1926 في المملكة المتحدة - 5 أغسطس 2004) هو لاعب كرة قدم بريطاني (وحمل سابقاً جنسية المملكة المتحدة لبريطانيا العظمى وأيرلندا) في مركز الظهير. لعب مع نادي إيفرتون ونادي ترانمير روفرز لكرة القدم ونادي تشيسترفيلد.